# Клочек Григорій Дмитрович
Кло́чек Григо́рій Дми́трович (5 березня 1943) — український вчений-літературознавець та організатор освіти. Доктор філологічних наук, професор, ректор Центральноукраїнського державного педагогічного університету (2005–2010).

## Біографія
Народився 5 березня 1943 р. в с. Грабовці на Холмщині (тепер — Польща). У 1945 р. родина вивезена на Одещину в рамках «обміну населенням» між УРСР та Польщею. Закінчив Одеський університет (1965), служив у війську в Прибалтиці, працював директором шкіл на Одещині (Вилкове, Торосове, Фрунзівка). Кандидатську дисертацію, присвячену збірці Павла Тичини «Сонячні кларнети», захистив в Одеському університеті (1977).
З 1979 — в Кіровоградському педінституті, завідувач кафедри української літератури. Доктор філологічних наук (1990).
У 2005 р. обраний ректором Кіровоградського державного педагогічного університету ім. В.Винниченка.
Член Національної Спілки Письменників України з 1983 року. У 1984–1986 роках очолював Кіровоградську обласну організацію Спілки письменників України.
Член Національної спілки журналістів України.
Виховав 28 кандидатів та 4 доктора наук.
Автор численних публіцистичних виступів.
Академік АН Вищої Школи України (1995).

## Наукова діяльність
Наукові інтереси пов'язані з фундаментальними проблемами художності, пізнання її шляхом адекватного аналізу з використанням інструментарію психологічної науки.
Опікується справами шкільної філологічної освіти. Автор ряду посібників нового типу, де літературознавчі й методичні матеріали супроводжують художній текст. Серед них — «Поезія Тараса Шевченка: сучасні інтерпретації», «Українська література в школі як націєтворчий фактор» (1997).
Автор книг «Душа моя сонця намріяла…» (1986), «Поетика Бориса Олійника» (1988), «У світлі вічних критеріїв» (1989), «Поетика і психологія» (1989), «Як наблизитись до Давида Мотузки» (1989), «Поезія Тараса Шевченка; сучасна інтерпретація» (1998), "Романи Івана Багряного «Тигролови» і «Сад Гетсиманський» (1998), "Історичний роман Ліни Костенко «Маруся Чурай» (1998), «Ліна Костенко. Навчальний посібник-хрестоматія» (упорядкування, інтерпретація творів 1999), "Світ «Велесової книги» (2001), «Енергія художнього слова» (2007), «Шевченкове Слово: спроби наближення» (2014).

## Нагороди
- 15 травня 2003 — Заслужений діяч науки і техніки України[3].

Відмінник освіти України, двічі лауреат премії газети «Літературна Україна» «За кращу статтю року» (1984, 1985), лауреат літературних премій, а саме: премії імені Володимира Винниченка (1995), премії імені Євгена Маланюка (2003; за книгу "Світ «Велесової книги», в номінації «Літературознавство та публіцистика»), премії імені Олекси Гірника (2009), премія фонду Тараса Шевченка (2017), низка Почесних грамот та відзнак Ради міністрів України, Міністерства освіти України, обласних та міських органів.